# Sepp Frank (Maler)

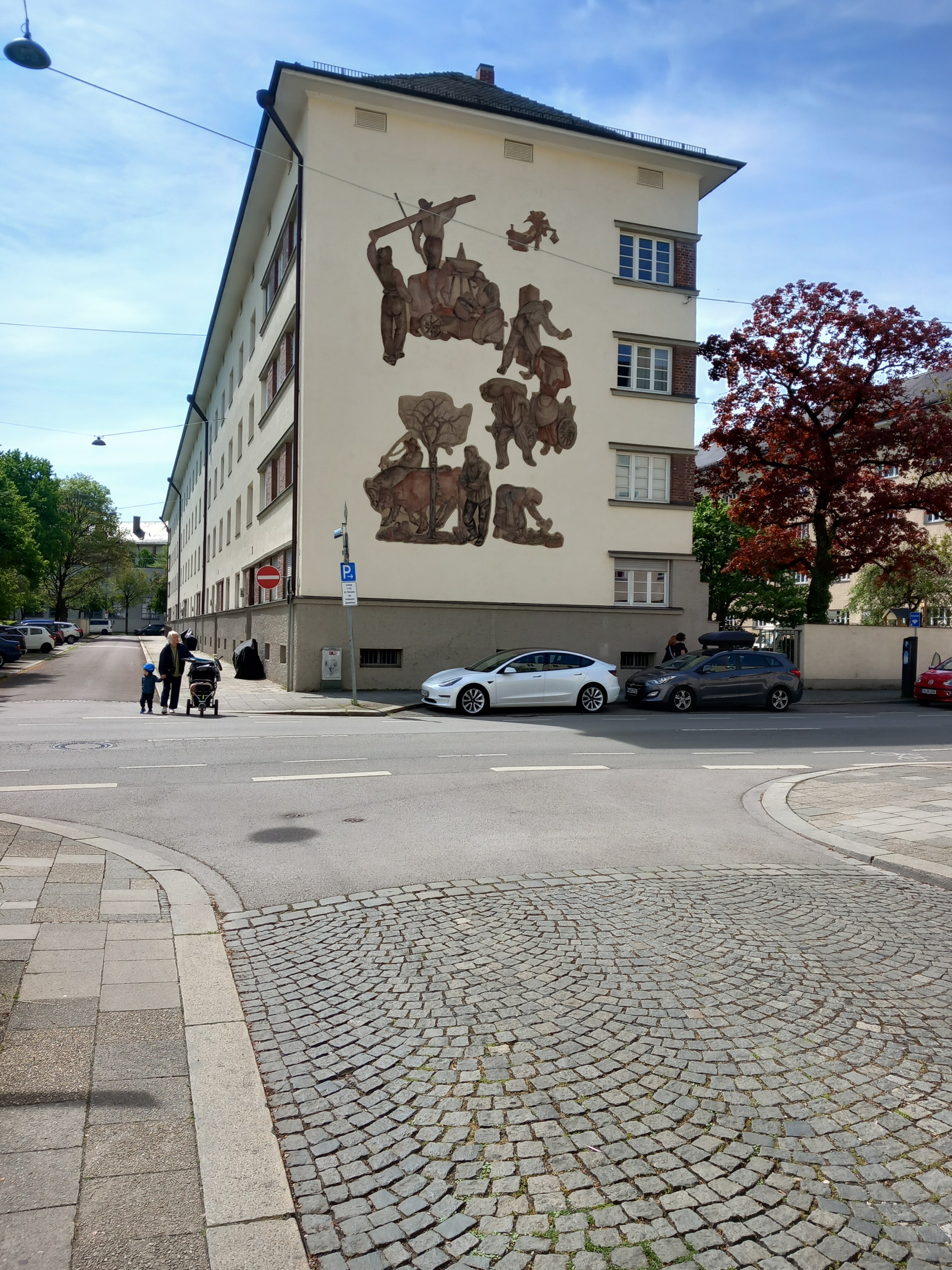
Fresko am Eckhaus Ortweinstraße 11, Siedlung Neuhausen, München, um 1929

Sepp Frank (* 28. August 1889 in Miesbach als Joseph August Frank; † 20. Februar 1970 in München) war ein deutscher Maler, Glasmaler, Radierer und Grafiker.

## Leben
Sepp Frank wurde in Miesbach als Sohn des dortigen Bezirksarztes Dr. Albert Frank geboren. Er studierte an der Münchner Akademie der Bildenden Künste, eine Ausbildung, die er im Gegensatz zu seinem Altersgenossen Christian Schad, der ebenfalls in Miesbach geboren war, beendete. Frank unternahm frühzeitig zahlreiche Studienreisen, um sich weiterzubilden. Er wandte sich bald der Graphik zu und ist noch heute für seine zahlreichen Exlibris bekannt. Mehrere Jahre lebte er in Neustadt an der Aisch, wo sich im Rathaussaal ein Großgemälde des Prinzregenten Luitpold befindet. Neben der Porträtmalerei war ein weiteres Betätigungsfeld die Glasmalerei und er schuf beispielsweise Werke für den Münchner Dom, die Marienkirche in Limburg an der Lahn, die St.-Otto-Kirche in Bamberg (1927) und die Kirche St. Gabriel in München, aber auch 1952 eine Maria mit Kind für die kath. Kirche St. Agatha in Dülmen-Rorup und 1937 das Fenster „Segnungen der Kohlechemie“ für das Verwaltungsgebäude der Degussa GmbH in Herne-Wanne-Eickel und ein großes Fenster mit der Heiligen Barbara und Arbeitern in der Waschkaue des heutigen BP-Werkes in Gelsenkirchen-Horst. Diese Werke sind teilweise im Zweiten Weltkrieg zerstört worden. Schon 1942 wurde er durch eine Sonderausstellung des Maximilianmuseums in Augsburg geehrt.
Sepp Frank lebte überwiegend in Feldafing.

## Ausstellungen
- 1919: Götz von Seckendorff und Sepp Frank, Westfälischer Kunstverein Münster